# Französische Badminton-Juniorenmeisterschaft
Französische Badminton-Juniorenmeisterschaften werden seit 1959 ausgetragen. Internationale Titelkämpfe gibt es in Frankreich dagegen schon seit 1909, Titelkämpfe der Erwachsenen seit 1950.

## Juniorentitelträger
| Saison    | Austragungsort       | Herreneinzel          | Dameneinzel                 | Herrendoppel                         | Damendoppel                                    | Mixed                                  |
| --------- | -------------------- | --------------------- | --------------------------- | ------------------------------------ | ---------------------------------------------- | -------------------------------------- |
| 1959 1960 | Le Havre             | Christian Badou       | France Groene               | nicht ausgetragen                    | nicht ausgetragen                              | nicht ausgetragen                      |
| 1960 1961 | Le Havre             | Georges Cady          | Annie Causse                | nicht ausgetragen                    | nicht ausgetragen                              | nicht ausgetragen                      |
| 1961 1962 |                      | Georges Cady          | Annie Causse                | nicht ausgetragen                    | nicht ausgetragen                              | nicht ausgetragen                      |
| 1962 1963 |                      | Joël Le Houerou       | Christine Groene            | nicht ausgetragen                    | nicht ausgetragen                              | nicht ausgetragen                      |
| 1963 1964 |                      | Jacques Lebaillif     | Christine Groene            | nicht ausgetragen                    | nicht ausgetragen                              | nicht ausgetragen                      |
| 1964 1965 | Aplemont             | Max Varin             | Martine Villerme            | nicht ausgetragen                    | nicht ausgetragen                              | nicht ausgetragen                      |
| 1965 1966 |                      | Alain Lacuisse        | Martine Villerme            | nicht ausgetragen                    | nicht ausgetragen                              | nicht ausgetragen                      |
| 1966 1967 |                      | Alain Oleskiewiez     | Michèle Bontemps            | nicht ausgetragen                    | nicht ausgetragen                              | nicht ausgetragen                      |
| 1967 1968 |                      | Patrice Le Houérou    | Françoise Lethuillier       | nicht ausgetragen                    | nicht ausgetragen                              | nicht ausgetragen                      |
| 1968 1969 |                      | Patrice Le Houérou    | Dominique Vauclin           | nicht ausgetragen                    | nicht ausgetragen                              | nicht ausgetragen                      |
| 1969 1970 | Toulouse             | Bernard Guillier      | S. Lambert                  | nicht ausgetragen                    | nicht ausgetragen                              | nicht ausgetragen                      |
| 1970 1971 |                      | Bernard Guillier      | Viviane Queffrinec          | nicht ausgetragen                    | nicht ausgetragen                              | nicht ausgetragen                      |
| 1971 1972 | Paris                | Henri Leterrier       | Ghislaine Auzou             | nicht ausgetragen                    | nicht ausgetragen                              | nicht ausgetragen                      |
| 1972 1973 | Clichy               | Marc Faraggi          | Ghislaine Auzou             | nicht ausgetragen                    | nicht ausgetragen                              | nicht ausgetragen                      |
| 1973 1974 | Issy-les-Moulineaux  | Eric Lemaitre         | Ghislaine Auzou             | nicht ausgetragen                    | nicht ausgetragen                              | nicht ausgetragen                      |
| 1974 1975 | Aplemont             | Eric Lemaitre         |                             | nicht ausgetragen                    | nicht ausgetragen                              | nicht ausgetragen                      |
| 1975 1976 | Colombes             | Benoît Bouchet        | Fabienne Chaboussie Pichard | nicht ausgetragen                    | nicht ausgetragen                              | nicht ausgetragen                      |
| 1976 1977 | Le Havre-Aplemont    | Benoît Pitte          | Sabine Benamara             | nicht ausgetragen                    | nicht ausgetragen                              | nicht ausgetragen                      |
| 1977 1978 | Morsang-sur-Orge     | Dominique Phelippon   | Fabienne Chaboussie Pichard | nicht ausgetragen                    | nicht ausgetragen                              | nicht ausgetragen                      |
| 1978 1979 | Le Havre             | Jean-Claude Attali    | Fabienne Chaboussie Pichard | nicht ausgetragen                    | nicht ausgetragen                              | nicht ausgetragen                      |
| 1979 1980 | Cannes               | Patrick Choël         | Fabienne Chaboussie Pichard | Jean-Paul Vallée Rémi Grégoire       | Patricia Choël Brigitte Attali                 | Patrick Choël Patricia Choël           |
| 1980 1981 | Mont-Saint-Aignan    | Patrick Choël         | Patricia Choël              | Patrick Choël Christophe Jeanjean    | Patricia Choël Sylvie Robert                   | Patrick Choël Patricia Choël           |
| 1981 1982 | Aix-en-Provence      | Patrick Perrault      | Nathalie Buchy              | Patrick Perrault Jean-Marc Dené      | Hélène Colombier Céline Sanchez                | Arnaud Outreman Corinne Sonnet Corvée  |
| 1982 1983 | Bourg-de-Péage       | Emmanuel Deschamp     | Patricia Choël              | Michel Schoenowski Thierry Codet     | Patricia Choël Nathalie Buchy                  | Valéry Mercier Patricia Choël          |
| 1983 1984 | Cannes               | Didier Plassan        | Elodie Mansuy               | Valéry Mercier Alexandre Cloux       | Elodie Mansuy Chapon                           | Didier Plassan Elodie Mansuy           |
| 1984 1985 | Le Havre-Beauville   | Stéphane Renault      | Rosita Rios                 | Franck Panel Stéphane Renault        | Rosita Rios Elodie Mansuy                      | Stéphane Vollenweider Rosita Rios      |
| 1985 1986 | Fos-sur-Mer          | Didier Plassan        | Elodie Mansuy               | Franck Panel Stéphane Renault        | Nathalie Joubert Rosita Rios                   | Stéphane Vollenweider Rosita Rios      |
| 1986 1987 | Auch                 | Nicolas Sené          | Rosita Rios                 | Pascal Pak Cédric Magne              | Emmanuelle Vallet Nathalie Joubert             | Nicolas Sené Rosita Rios               |
| 1987 1988 | Bourg-de-Péage       | Pascal Pak            | Virginie Delvingt           | Pascal Pak François Gallet           | Virginie Delvingt Sandra Dimbour               | François Gallet Anne-Claude Muratet    |
| 1988 1989 | Le Havre             | François Gallet       | Christelle Mol              | David Cocagne François Gallet        | Virginie Delvingt Christelle Mol               | François Gallet Virginie Delvingt      |
| 1989 1990 | Trèbes               | Manuel Dubrulle       | Sandrine Lefèvre            | Christophe Lionne Fabien Bigotte     | Christelle Mol Nadège Bonnet                   | Manuel Dubrulle Christelle Mol         |
| 1990 1991 | Bordeaux             | Vincent Laigle        | Sandrine Lefèvre            | Pascal Robinson Vincent Laigle       | Laetitia Soudais Marylène Demarest             | Bertrand Gallet Marylène Demarest      |
| 1991 1992 | Lille                | Guillaume Verplaetse  | Laetitia Soudais            | Bertrand Gallet Guillaume Verplaetse | Laetitia Soudais Claire Decoupigny             | Bertrand Gallet Tatiana Vattier        |
| 1992 1993 | Saint-Maurice        | Jeff Jouhanet         | Tatiana Vattier             | Jeff Jouhanet Manuel Rodríguez       | Marion Dervaux Mélanie Hédouin                 | Jeff Jouhanet Tatiana Vattier          |
| 1993 1994 | Gravelines           | Christophe Batteur    | Tatiana Vattier             | David Toupé Lionel Serre             | Isabelle Levert Rasoavololona Sophie Ragheboom | David Toupé Tatiana Vattier            |
| 1994 1995 | Clichy               | Christophe Batteur    | Tatiana Vattier             | David Toupé Lionel Serre             | Armelle Cassen Delphine Viseur                 | David Toupé Tatiana Vattier            |
| 1995 1996 | Blois                | Nabil Lasmari         | Lilas Lefort                | Fabien Jacob Tony Giol               | Armelle Cassen Delphine Viseur                 | Tony Giol Delphine Viseur              |
| 1996 1997 | Lisieux              | Jean-Michel Lefort    | Lilas Lefort                | Jean-Michel Lefort Xavier Engrand    | Lilas Lefort Virginie Luty                     | Olivier Fossy Elodie Eymard            |
| 1997 1998 | Montpellier-Lavéru   | Julien Fuchs          | Elodie Eymard               | Jean-Michel Lefort Olivier Fossy     | Elodie Eymard Amélie Decelle                   | Jean-Michel Lefort Amélie Decelle      |
| 1998 1999 | Grenoble             | Jean-Michel Lefort    | Elodie Eymard               | Jean-Michel Lefort Olivier Fossy     | Elodie Eymard Amélie Decelle                   | Jean-Michel Lefort Amélie Decelle      |
| 1999 2000 | Mundolsheim          | Karim Rezig           | Perrine Lebuhanic           | Sébastien Vincent Julien Tchoryk     | Aurélie Lelong Cindy Avelo                     | Erwin Kehlhoffner Audrey Petit         |
| 2000 2001 | Lyon-Oullins         | Thomas Quéré          | Perinne Lebuhannic          | Erwin Kehlhoffner Maxime Siegle      | Aurélie Lelong Cindy Avelo                     | Erwin Kehlhoffner Aurélie Bréard       |
| 2001 2002 | Orléans              | Erwin Kehlhoffner     | Emilie Despierres           | Erwin Kehlhoffner Thomas Quéré       | Florine Leroy Sophie Sourintha                 | Erwin Kehlhoffner Aurélie Bréard       |
| 2002 2003 | Arras                | Christophe Mauguen    | Laura Choinet               | Théophile Pelayo Baptiste Carême     | Laura Choinet Aurélie Bréard                   | Baptiste Carême Tiphaine Poulain       |
| 2003 2004 | La Bassée            | Matthieu Lo Ying Ping | Léa Pailloncy               | Théophile Pelayo Baptiste Carême     | Julie Delaune Tiphaine Poulain                 | Baptiste Carême Tiphaine Poulain       |
| 2004 2005 | Marseille            | Matthieu Lo Ying Ping | Léa Pailloncy               | Matthieu Lo Ying Ping Brice Leverdez | Léa Pailloncy Aurélie Constant                 | Matthieu Lo Ying Ping Aurélie Lechelle |
| 2005 2006 | Grenoble             | Maxime Renault        | Émilie Lefel                | Cedric Villedieu Maxime Renault      | Dara-Tiffanie Dinh Émilie Lefel                | Laurent Constantin Émilie Lefel        |
| 2006 2007 | Mont-de-Marsan       | Yoann Turlan          | Émilie Lefel                | Lenaïc Luong Jean-Brice Montagnon    | Émilie Lefel Pauline Privat                    | Laurent Constantin Émilie Lefel        |
| 2007 2008 | Lyon                 | Maxime Michel         | Sarah Sicard                | Sylvain Grosjean Maxime Michel       | Charlotte Coudrais Flora Sabigno               | Sylvain Grosjean Sandrine Callon       |
| 2008 2009 | Villebon-sur-Yvette  | Maxime Michel         | Sarah Sicard                | Sylvain Grosjean Maxime Michel       | Sandrine Callon Andréa Vanderstukken           | Sylvain Grosjean Sandrine Callon       |
| 2009 2010 | Brest                | Thomas Rouxel         | Audrey Chaillou             | Antoine Bebin Romain Eudeline        | Charlie Sehier Cyrielle Grosjean               | Lucas Claerbout Charlie Sehier         |
| 2010 2011 | Valence              | Lucas Corvée          | Léa Palermo                 | Marin Baumann Gaëtan Mittelheisser   | Léa Palermo Lorraine Baumann                   | Joris Grosjean Audrey Fontaine         |
| 2011 2012 | Schiltigheim         | Lucas Corvée          | Fanny Arnou                 | Joris Grosjean Gaëtan Mittelheisser  | Léa Palermo Lorraine Baumann                   | Joris Grosjean Léa Palermo             |
| 2012 2013 | Cannes               | Julien Maio           | Delphine Lansac             | Antoine Lodiot Julien Maio           | Delphine Lansac Stacey Guérin                  | Bastian Kersaudy Marie Batomene        |
| 2013 2014 | Mouilleron-le-Captif | Alexandre Hammer      | Delphine Lansac             | Tanguy Citron Jordan Corvée          | Marie Batomene Anne Tran                       | Jordan Corvée Marie Batomene           |
| 2014 2015 | Boulazac             | Vincent Medina        | Joanna Chaube               | Thomas Vallez Tanguy Citron          | Emilie Beaujean Verlaine Faulmann              | Thomas Vallez Pernelle Oliva           |
| 2015 2016 | Aire-sur-la-Lys      | Toma Junior Popov     | Lole Courtois               | Toma Junior Popov Léo Rossi          | Delphine Delrue Yaëlle Hoyaux                  | Thom Gicquel Vimala Hériau             |
| 2016 2017 | Dreux                | Arnaud Merklé         | Julie Ferrier               | Thom Gicquel Samy Corvée             | Vimala Hériau Margot Lambert                   | Thom Gicquel Vimala Hériau             |
| 2017 2018 | Mulhouse             | Arnaud Merklé         | Léonice Huet                | Arnaud Merklé William Villeger       | Juliette Moinard Ainoa Desmons                 | William Villeger Sharone Bauer         |
| 2018 2019 | Les Ponts-de-Cé      | Christo Popov         | Romane Cloteaux-Foucault    | Christo Popov Kenji Lovang           | Juliette Moinard Ainoa Desmons                 | Christo Popov Juliette Moinard         |
| 2019 2020 | nicht ausgetragen    | nicht ausgetragen     | nicht ausgetragen           | nicht ausgetragen                    | nicht ausgetragen                              |                                        |
| 2020 2021 | Mulhouse             | Alex Lanier           | Anna Tatranova              | Alex Lanier Lucas Renoir             | Anna Tatranova Téa Margueritte                 | Enogat Roy Anna Tatranova              |

## Juniorentitelträger Cadets
| Saison    | Herreneinzel          | Dameneinzel           | Herrendoppel                          | Damendoppel                                   | Mixed                                          |
| --------- | --------------------- | --------------------- | ------------------------------------- | --------------------------------------------- | ---------------------------------------------- |
| 1980 1981 | André Lévêque         | Corinne Sonnet Corvée | nicht ausgetragen                     | nicht ausgetragen                             | nicht ausgetragen                              |
| 1981 1982 | Valéry Mercier        | Elodie Mansuy         | nicht ausgetragen                     | nicht ausgetragen                             | nicht ausgetragen                              |
| 1982 1983 | Didier Plassan        | Elodie Mansuy         | nicht ausgetragen                     | nicht ausgetragen                             | nicht ausgetragen                              |
| 1983 1984 | Stéphane Renault      | Rosita Rios           | nicht ausgetragen                     | nicht ausgetragen                             | nicht ausgetragen                              |
| 1984 1985 | Nicolas Sené          | Rosita Rios           | nicht ausgetragen                     | nicht ausgetragen                             | nicht ausgetragen                              |
| 1985 1986 | Pascal Pak            | Corinne Chaboussie    | nicht ausgetragen                     | nicht ausgetragen                             | nicht ausgetragen                              |
| 1986 1987 | François Gallet       | Christelle Mol        | nicht ausgetragen                     | nicht ausgetragen                             | nicht ausgetragen                              |
| 1987 1988 | Manuel Dubrulle       | Christelle Mol        | Manuel Dubrulle Fabien Lechalupe      | Christelle Mol Nadège Bonnet                  | Fabien Lechalupe Christelle Mol                |
| 1988 1989 | Vincent Laigle        | Sandrine Lefèvre      | Pascal Robinson Vincent Laigle        | Sandrine Lefèvre Claire Decoupigny            | Pascal Robinson Sandrine Lefèvre               |
| 1989 1990 | Guillaume Verplaetse  | Laetitia Soudais      | Bertrand Gallet Cyrille Lattelais     | Claire Decoupigny Laetitia Soudais            | Gérard Martin Claire Decoupigny                |
| 1990 1991 | Jeff Jouhanet         | Mélanie Hedouin       | Manuel Rodriguez Sydney Lengagne      | Mélanie Hedouin Marion Dervaux                | Manuel Rodriguez Isabelle Levert Rasoavololona |
| 1991 1992 | Christophe Batteur    | Tatiana Vattier       | David Toupé Christophe Batteur        | Tatiana Vattier Isabelle Levert Rasoavololona | Hervé Goulin Roxane Wiame                      |
| 1992 1993 | Christophe Batteur    | Jennifer Levallet     | David Toupé Christophe Batteur        | Elise Reimeringer Sophie Ragheboom            | David Toupé Sophie Ragheboom                   |
| 1993 1994 | Fabien Jacob          | Jennifer Levallet     | Fabien Jacob Tony Giol                | Armelle Cassen Delphine Viseur                | Tony Giol Delphine Viseur                      |
| 1994 1995 | Xavier Engrand        | Lilas Lefort          | Julien Fuchs Olivier Fossy            | Virginie Luty Caroline Hedouin                | Xavier Engrand Hélène Lefranc                  |
| 1995 1996 | Julien Fuchs          | Virginie Luty         | Julien Fuchs Julien Néri              | Amélie Decelle Elodie Eymard                  | Julien Fuchs Virginie Luty                     |
| 1996 1997 | Julien Néri           | Ludivine Fournier     | Maxence Gimer Vincent Florentin       | Ludivine Fournier Valérie Faullimel           | Maxence Gimer Ludivine Fournier                |
| 1997 1998 | Antoine Duclos        | Perrine Lebuhanic     | Sébastien Vincent Julien Tchoryk      | Aurélie Lelong Cindy Avelino                  | Antoine Duclos Cindy Avelino                   |
| 1998 1999 | Julien Tchoryk        | Perrine Lebuhanic     | Mathias Roussel Karim Rezig           | Aurélie Lelong Cindy Avelino                  | Julien Tchoryk Cindy Avelino                   |
| 1999 2000 | Erwin Kehlhoffner     | Stéphanie Villedieu   | Erwin Kehlhoffner Julien Tchoryk      | Aurélie Bréard Stéphanie Villedieu            | Julien Tchoryk Laura Choinet                   |
| 2000 2001 | Christophe Mauguen    | Laura Choinet         | Damien Hénaff Fabien Girou            | Aurélie Bréard Stéphanie Villedieu            | Christophe Mauguen Laura Choinet               |
| 2001 2002 | Matthieu Lo Ying Ping | Aïssé Soukouna        | Théophile Pelayo Baptiste Carême      | Julie Delaune Tiphaine Poulain                | Mathias Quéré Julie Delaune                    |
| 2002 2003 | Matthieu Lo Ying Ping | Aurélie Constant      | Benoît Azzopard Olivier Claraz        | Aurélie Lechelle Julie Delaune                | Mathias Quéré Julie Delaune                    |
| 2003 2004 | Maxime Renault        | Barbara Matias        | Victor Roos Maxime Renault            | Émilie Lefel Barbara Matias                   | Elias Bourahla Barbara Matias                  |
| 2004 2005 | Maxime Renault        | Émilie Lefel          | Laurent Constantin Elias Bourahla     | Marion Tchoryk Pauline Privat                 | Elias Bourahla Charlotte Coudrais              |
| 2005 2006 | Maxime Michel         | Flora Sabigno         | Alexandre Françoise Maxime Michel     | Clémentine Barré Charlotte Coudrais           | Sylvain Grosjean Sandrine Callon               |
| 2006 2007 | Alexandre Françoise   | Audrey Chaillou       | Sylvain Grosjean Maxime Michel        | Marion Luttmann Andréa Vanderstukken          | Sylvain Grosjean Sandrine Callon               |
| 2007 2008 | Thomas Rouxel         | Audrey Chaillou       | Florian Gauthier Thomas Rouxel        | Marion Luttmann Andréa Vanderstukken          | Thomas Rouxel Andréa Vanderstukken             |
| 2008 2009 | Lucas Claerbout       | Léa Palermo           | Marin Baumann Rémi Engler             | Audrey Fontaine Angélique Guilloux            | Marin Baumann Audrey Fontaine                  |
| 2009 2010 | Lucas Corvée          | Léa Palermo           | Joris Grosjean Lucas Corvée           | Laura Tyberghein Léa Palermo                  | Joris Grosjean Léa Palermo                     |
| 2010 2011 | Julien Maio           | Delphine Lansac       | Julien Maio Antoine Lodiot            | Delphine Lansac Stacey Guérin                 | Bastian Kersaudy Marie Batomene                |
| 2011 2012 | Loïc Mittelheisser    | Delphine Lansac       | Vanmaël Hériau Loïc Mittelheisser     | Delphine Lansac Stacey Guérin                 | Jordan Corvée Delphine Lansac                  |
| 2012 2013 | Tanguy Citron         | Anne Tran             | Thomas Vallez Tanguy Citron           | Anne Tran Pernelle Oliva                      | Thomas Vallez Pernelle Oliva                   |
| 2013 2014 | Toma Junior Popov     | Verlaine Faulmann     | Baptiste Azais Davy Toma Junior Popov | Joanna Chaube Katia Normand                   | Marc Laporte Delphine Delrue                   |
| 2014 2015 | Toma Junior Popov     | Yaëlle Hoyaux         | Thomas Baures Marc Laporte            | Lole Courtois Delphine Delrue                 | Thom Gicquel Vimala Hériau                     |
| 2015 2016 | Arnaud Merklé         | Marion Le Turdu       | Arnaud Merklé William Villeger        | Léonice Huet Juliette Moinard                 | Arnaud Merklé Marion Le Turdu                  |
| 2016 2017 | Christo Popov         | Juliette Moinard      | Christo Popov Kenji Lovang            | Juliette Moinard Charlotte Ganci              | Christo Popov Juliette Moinard                 |
| 2017 2018 | Christo Popov         | Justine Coquio        | Christo Popov Martin Ouazzen          | Carla Martinez Zoé Trigona                    | Christo Popov Cassandre Lesne                  |
| 2018 2019 | Sacha Lévèque         | Anna Tatranova        | Alex Lanier Lucas Renoir              | Anna Tatranova Elma Begga                     | Nicolas Hoareau Laeticia Jaffrennou            |

## Juniorentitelträger Minimes
| Saison    | Herreneinzel          | Dameneinzel                   | Herrendoppel                          | Damendoppel                                   | Mixed                                         |
| --------- | --------------------- | ----------------------------- | ------------------------------------- | --------------------------------------------- | --------------------------------------------- |
| 1983 1984 | Christophe Nyssen     | Laurence Luci                 | nicht ausgetragen                     | nicht ausgetragen                             | nicht ausgetragen                             |
| 1984 1985 | Franck Viard          | Virginie Delvingt             | nicht ausgetragen                     | nicht ausgetragen                             | nicht ausgetragen                             |
| 1985 1986 | Manuel Dubrulle       | Christelle Mol                | nicht ausgetragen                     | nicht ausgetragen                             | nicht ausgetragen                             |
| 1986 1987 | Denis Gahinet         | Sophie Boureau                | nicht ausgetragen                     | nicht ausgetragen                             | nicht ausgetragen                             |
| 1987 1988 | Gérard Martin         | Jania Gloriod                 | Cyrille Lattelais Fabien Druard       | Valérie Godart Laetitia Soudais               | nicht ausgetragen                             |
| 1988 1989 | Xavier Fifils         | Isabelle Levert Rasoavololona | Sydney Lengagne Jeff Jouhanet         | Tatiana Vattier Marion Dervaux                | nicht ausgetragen                             |
| 1989 1990 | Saïd Diabi            | Isabelle Levert Rasoavololona | Boudjeman Laout Babé Bakouboula       | Tatiana Vattier Isabelle Levert Rasoavololona | nicht ausgetragen                             |
| 1990 1991 | Lionel Serre          | Tatiana Vattier               | Jean Le Roux Jeff Newsome             | Tatiana Vattier Isabelle Levert Rasoavololona | Patrick Lescure Isabelle Levert Rasoavololona |
| 1991 1992 | Nabil Lasmari         | Elise Reimeringer             | Fabien Jacob Tony Giol                | Delphine Viseur Armelle Cassen                | Xavier Engrand Delphine Viseur                |
| 1992 1993 | Xavier Engrand        | Caroline Hédouin              | Xavier Engrand Guillaume Devitton     | Caroline Hédouin Lilas Lefort                 | Xavier Engrand Hélène Lefranc                 |
| 1993 1994 | Jean-Michel Lefort    | Virginie Luty                 | Jean-Michel Lefort Sébastien Cruz     | Virginie Luty Séverine Gottrand               | Jean-Michel Lefort Virginie Luty              |
| 1994 1995 | Vincent Florentin     | Coralie Brun                  | Vincent Florentin Julien Néri         | Coralie Brun Ludivine Fournier                | Vincent Florentin Coralie Brun                |
| 1995 1996 | Antoine Duclos        | Audrey Petit                  | Julien Tchoryk Guillaume Rouzière     | Audrey Petit Meilan Liem                      | Antoine Duclos Audrey Petit                   |
| 1996 1997 | Karim Rezig           | Aurélie Lelong                | Karim Rezig Julien Tchoryk            | Cindy Avelino Catherine Hélitas               | Julien Tchoryk Cindy Avelino                  |
| 1997 1998 | Karim Rezig           | Florine Leroy                 | Erwin Kehlhoffner Thomas Quéré        | Claire Bergeret Catherine Hélitas             | Karim Rezig Catherine Hélitas                 |
| 1998 1999 | Fabien Girou          | Stéphanie Villedieu           | Benjamin Croc Fabien Girou            | Aïssé Soukouna Florine Leroy                  | Baptiste Carême Florine Leroy                 |
| 1999 2000 | Bruno Cazau           | Aïssé Soukouna                | Baptiste Carême Théophile Pelayo      | Tiphaine Poulain Julie Delaune                | Baptiste Carême Aïssé Soukouna                |
| 2000 2001 | Matthieu Lo Ying Ping | Julie Delaune                 | Mathieu Capdeville Mathias Quéré      | Julie Delaune Marjorie Boigeol                | Mathias Quéré Maud Nourrisson                 |
| 2001 2002 | Maxime Renault        | Barbara Matias                | Antoine Lacouturière Sébastien Emery  | Gaëlle Bourlart Gaëlle Eudeline               | Romain Bartolo Barbara Matias                 |
| 2002 2003 | Maxime Renault        | Gaëlle Eudeline               | Cédric Villedieu Maxime Renault       | Gaëlle Bourlart Gaëlle Eudeline               | Maxime Renault Charlotte Coudrais             |
| 2003 2004 | Maxime Michel         | Flora Sabigno                 | Emilien Bertin Sylvain Ternon         | Flora Sabigno Clémentine Barré                | Corentin Didier Clémentine Barré              |
| 2004 2005 | Alexandre Françoise   | Flora Sabigno                 | Alexandre Françoise Maxime Michel     | Flora Sabigno Alexia Lo Ying Ping             | Alexandre Françoise Fanny Buisson             |
| 2005 2006 | Florent Gauthier      | Marie Maunoury                | Florent Gauthier Damien Socchi        | Marion Luttmann Andréa Vanderstukken          | Damien Socchi Andréa Vanderstukken            |
| 2006 2007 | Lucas Claerbout       | Angélique Guilloux            | Marin Baumann Rémi Engler             | Audrey Fontaine Angélique Guilloux            | Marin Baumann Audrey Fontaine                 |
| 2007 2008 | Danny Lu              | Léa Palermo                   | William Goudallier Danny Lu           | Léa Palermo Laura Tyberghein                  | Joris Grosjean Léa Palermo                    |
| 2008 2009 | Julien Maio           | Laura Tyberghein              | Antoine Lodiot Julien Maio            | Héloïse Le Moulec Laura Tyberghein            | Quentin Vincent Laureen Marchand              |
| 2009 2010 | Vanmaël Hériau        | Delphine Lansac               | Vanmaël Hériau Colin Debard           | Delphine Lansac Stacey Guérin                 | Loïc Mittelheisser Phuc Loi Trinh             |
| 2010 2011 | Tanguy Citron         | Anne Tran                     | Thomas Vallez Tanguy Citron           | Anne Tran Pernelle Oliva                      | Thomas Vallez Anne Tran                       |
| 2011 2012 | Vincent Medina        | Verlaine Faulmann             | Vincent Medina Nathan Laemmel         | Lole Courtois Delphine Delrue                 | Vincent Medina Joanna Chaube                  |
| 2012 2013 | Toma Junior Popov     | Lole Courtois                 | Toma Junior Popov Baptiste Azais Davy | Lole Courtois Delphine Delrue                 | Toma Junior Popov Lole Courtois               |
| 2013 2014 | Thom Gicquel          | Margot Lambert                | Thom Gicquel Léo Rossi                | Marine Hadjal Meline Metaireau                | Thom Gicquel Meline Metaireau                 |
| 2014 2015 | Arnaud Merklé         | Juliette Moinard              | Fabien Delrue Maxime Briot            | Marig Brouxel Marion Le Turdu                 | Arnaud Merklé Marion Le Turdu                 |
| 2015 2016 | Christo Popov         | Emilie Vercelot               | Valentin Mottet Christo Popov         | Mélodie Denis Emilie Vercelot                 | Christo Popov Emilie Vercelot                 |
| 2016 2017 | Sacha Lévèque         | Laeticia Jaffrennou           | Sacha Lévèque Lucas Renoir            | Laeticia Jaffrennou Alison Drouard            | Grégoire Deschamp Tanina Mammeri              |
| 2017 2018 | Alex Lanier           | Floriane Nurit                | Alex Lanier Lucas Renoir              | Emilie Drouin Nadège Duron                    | Lucas Renoir Téa Margueritte                  |
| 2018 2019 | Baptiste Labarthe     | Alicia Huynh                  | Baptiste Labarthe Mattéo Justel       | Camille Pognante Clémence Gaudreau            | Baptiste Labarthe Herveline Crespel           |

## Juniorentitelträger Benjamins
| Saison    | Herreneinzel       | Dameneinzel         | Herrendoppel                              | Damendoppel                            | Mixed                               |
| --------- | ------------------ | ------------------- | ----------------------------------------- | -------------------------------------- | ----------------------------------- |
| 1992 1993 | Vincent Florentin  | Coralie Brun        | nicht ausgetragen                         | nicht ausgetragen                      | nicht ausgetragen                   |
| 1993 1994 | Antoine Duclos     | Sabrina Argentin    | nicht ausgetragen                         | nicht ausgetragen                      | nicht ausgetragen                   |
| 1994 1995 | Julien Tchoryk     | Cindy Avelino       | nicht ausgetragen                         | nicht ausgetragen                      | nicht ausgetragen                   |
| 1995 1996 | Erwin Kehlhoffner  | Florine Leroy       | nicht ausgetragen                         | nicht ausgetragen                      | nicht ausgetragen                   |
| 1996 1997 | Anthony Nelson     | Florine Leroy       | Noble-Phadonh Satheuanthep Yannick Poloce | Florine Leroy Constance Delohamaide    | nicht ausgetragen                   |
| 1997 1998 | Damien Brunel      | Aïssé Soukouna      | Bruno Cazau Damien Brunel                 | Camille Ridet Marjorie Boigeol         | nicht ausgetragen                   |
| 1998 1999 | Mathias Quéré      | Julie Delaune       | Mathieu Capdeville Olivier Claraz         | Julie Delaune Maud Nourrisson          | nicht ausgetragen                   |
| 1999 2000 | Laurent Meyer      | Barbara Matias      | Laurent Meyer Maxime Renault              | Barbara Matias Marion Dutertre         | Laurent Constantin Barbara Matias   |
| 2000 2001 | Maxime Renault     | Gaëlle Bourlart     | Jean-Brice Montagnon Laurent Constantin   | Marion Tchoryk Pauline Privat          | Elias Bourahla Ludmila Troitzky     |
| 2001 2002 | Arnaud Guénin      | Charlotte Coudrais  | Yoann Turlan Erwan Bellesoeur             | Charlotte Coudrais Alexia Lo Ying Ping | Yoann Turlan Charlotte Coudrais     |
| 2002 2003 | Maxime Michel      | Flora Sabigno       | Maxime Michel Alexandre Françoise         | Alexia Lo Ying Ping Fanny Buisson      | Alexandre Françoise Perrine Gilles  |
| 2003 2004 | Romain Eudeline    | Audrey Chaillou     | Rémi Engler Marin Baumann                 | Andréa Vanderstukken Audrey Chaillou   | Quentin Ramond Andréa Vanderstukken |
| 2004 2005 | Marin Baumann      | Angélique Guilloux  | Rémi Engler Marin Baumann                 | Noémie Barré Angélique Guilloux        | Marin Baumann Claire Schurter       |
| 2005 2006 | Lucas Corvée       | Léa Palermo         | William Goudallier Danny Lu               | Fanny Arnou Laura Tyberghein           | Joris Grosjean Cindy Guérin         |
| 2006 2007 | Julien Maio        | Laura Tyberghein    | Jordan Corvée Julien Maio                 | Laurane Rosello Laura Tyberghein       | Julien Maio Laura Tyberghein        |
| 2007 2008 | Vanmaël Hériau     | Delphine Lansac     | Vanmaël Hériau Xavier Juniet              | Delphine Lansac Héloïse Le Moulec      | Jordan Corvée Delphine Lansac       |
| 2008 2009 | Tanguy Citron      | Anne Tran           | Tanguy Citron Thomas Vallez               | Justine Gewe Marie Scarpellini         | Thomas Vallez Verlaine Faulmann     |
| 2009 2010 | Vincent Medina     | Verlaine Faulmann   | Nathan Gaultier Bezou                     | Alice Arnou Verlaine Faulmann          | Vincent Medina Verlaine Faulmann    |
| 2010 2011 | Toma Junior Popov  | Lole Courtois       | Marc Laporte Baptiste Azais Davy          | Delphine Delrue Lole Courtois          | Toma Junior Popov Lole Courtois     |
| 2011 2012 | Cédric Heidinger   | Vimala Hériau       | Thom Gicquel Thomas Le Cardinal           | Vimala Hériau Mélanie Potin            | Eloi Adam Vimala Hériau             |
| 2012 2013 | Arnaud Merklé      | Juliette Moinard    | Arnaud Merklé Dimitri Jaquart             | Marion Le Turdu Marig Brouxel          | Arnaud Merklé Marion Le Turdu       |
| 2013 2014 | Christo Popov      | Juliette Moinard    | Christo Popov Lalaina Ramanana-Rahary     | Ainoa Desmons Juliette Moinard         | Christo Popov Juliette Moinard      |
| 2014 2015 | Christo Popov      | Emilie Vercelot     | Nicolas Moine Valentin Mottet             | Emilie Vercelot Auriane Mathieu        | Christo Popov Emilie Vercelot       |
| 2015 2016 | Alex Lanier        | Kelly Banchonpanith | Simon Baron-Vezilier Alex Lanier          | Nadège Duron Noémie Poulbot            | Alex Lanier Noémie Poulbot          |
| 2016 2017 | Arthur Wakhevitsch | Marie Cesari        | Mattéo Justel Baptiste Labarthe           | Alicia Huynh Alison Lo                 | Herveline Crespel Baptiste Labarthe |
| 2017 2018 | Rémy Taing         | Clémence Gaudreau   | Rémy Taing Dinesh Carnot                  | Clémence Gaudreau Camille Pognante     | Hugoline Canfarotta Rémy Taing      |
| 2018 2019 | Timéo Lacour       | Eulalie Serre       | Timeo Bourgin Thibault Gardon             | Eulalie Serre Adèle Fillonneau         | Flora Mias Rémy Taing               |